# Клімат Грузії
Клімат Грузії (груз. საქართველოს კლიმატი) — в цілому перехідного типу від субтропічного до помірного, з безліччю відхилень. Так, наприклад, вологий субтропічний клімат Колхідської низовини від берега Чорного моря до висоти 500-600 м характеризується унікальними рисами: найтеплішою зимою (3-6°С), найменшою річною амплітудою температур (17-21°С) і великою кількістю атмосферних опадів (1200-2800 мм). Морози нижчі -  5°С бувають тільки в окремі роки і викликаються вторгненням арктичних повітряних мас. Для даного регіону характерні сильні, нерідко тривалі східні вітри типу фенів. 
Клімат Іверійської западини відрізняється від Колхідської холоднішою зимою (від-2°С до + 1,5°С), більшою середньорічною температурою (24- 27°С), меншою кількістю (300-800 мм) і більш нерівномірним розподілом атмосферних опадів по сезонах. Середня температура найтеплішого місяця (серпня) становить 23- 26°С, середня річна температура в знижених частинах міжгірської депресії дорівнює 12-15°С.
Для гірських частин території Великого і Малого Кавказу, а також Південно-грузинського нагір'я характерна висотна поясність. Виділяється помірний, альпійський і нівальний пояси. Відзначається зменшення вологості із заходу на схід і від периферії до внутрішніх улоговин. Кількість атмосферних опадів на звернених до Чорного моря схилах досягає 3000-4000 мм. Найнижчі абсолютні температури цих регіонів були відзначені в такій замкнутій, западині, якою є Шаорська улоговина Рачинського хребта (-35 -40°С).
Клімат Південно-грузинського нагір'я відрізняється відносною континентальністю, посушливістю, малою кількістю атмосферних опадів і дуже холодною зимою.
| Грузія | Це незавершена стаття з географії Грузії. Ви можете допомогти проєкту, виправивши або дописавши її. |